# Charles Jenner
Charles Jenner (Kent, 1810 - Londres, 1893) fue un botánico, y empresario, británico que trabajó en la flora de Inglaterra. Era hijo de un posadero y pañero en Rochester, mudándose a Edimburgo en 1829. Fundó una tienda en Princes Street, con su socio Charles Kennington en 1838. Fue más de un empresario, un victoriano muy enérgico y con muchos matices, muy activo en la vida intelectual de su época, especialmente en las áreas de la botánica y la geología.

## Algunas publicaciones
- charles Jenner, charles Howie. 1867. Notes upon a new or rare carduus, gathered in the summer of 1867 by Mr Howie and Mr Jenner, during an excursion in Ross-shire and Inverness-shire. Ed. Neill and Co. 11 pp.

## Reconocimientos
- Presidente de la "Botanical Society of Edinburgh", periodo 1867-1868[1]